# Kopa (Karkonosze)
Kopa, Czarna Kopa lub Mała Kopa (niem. Kleine Koppe, ok. 1378 m n.p.m.) – szczyt w Karkonoszach. Poniżej szczytu znajduje się punkt pomiarowy 1377,4, co powoduje, że większość map i przewodników podaje wysokość 1377 (zob. np.).
Kopa położona jest na wschodnim krańcu Śląskiego Grzbietu.
Zbudowana jest z granitu karkonoskiego. Jest niewielką wyniosłością na Równi pod Śnieżką. Jest kulminacyjnym punktem kompleksu narciarskiego Karpacz Ski Arena i znajduje się tu początek tras narciarskich. Na górę można wjechać z Karpacza kolejką krzesełkową „Zbyszek”, uruchomioną 26 kwietnia 2018 w miejscu starej, funkcjonującej od 1959 do 18 września 2018. Wjazd zajmuje 7 minut. Jest to najłatwiejszy sposób dotarcia od strony polskiej na Śnieżkę, która znajduje się w odległości 2,5 km (wędrówka zajmuje około godziny).

## Szlaki turystyczne
Przez Kopę przechodzi szlak turystyczny:
- Karpacz – Biały Jar – Przełęcz pod Śnieżką.